# Catherine Hicks
Catherine „Cathy” Bethany Mary Hicks (ur. 6 sierpnia 1951 w Scottsdale) – amerykańska aktorka telewizyjna i filmowa irlandzkiego pochodzenia.

## Życiorys

### Wczesne lata
Przyszła na świat w rodzinie katolickiej Jackie i Waltera Hicksów. W 1969 roku ukończyła Gerard High School w Scottsdale, w stanie Arizona (była tam cheerleaderką). Uczęszczała do Saint Mary’s College w Notre Dame, w stanie Indiana. Studiowała teologię i literaturę angielską na University of Notre Dame. Odbyła staż aktorski na Cornell University w Ithace, w stanie Nowy Jork.

### Kariera
Po debiucie telewizyjnym jako dr Faith Coleridge w operze mydlanej ABC Ryan’s Hope (1976–1978), występowała na scenie Broadwayu u boku Jacka Lemmona w spektaklu Dar (Tribute, 1978) w roli Sally Haines. W 1979 roku przeprowadziła się do Hollywood. Dostała niewielką rolę w dramacie ABC Miłość do wynajęcia (Love for Rent) i wcieliła się w postać Dr Emily Rappant, dyrektorki szkoły podstawowej w serialu CBS Złe wiadomości niesie (The Bad News Bears, 1979–1980). Zagrała potem nominowaną do nagrody Emmy rolę legendarnej aktorki Marilyn Monroe w biograficznym dramacie telewizyjnym ABC Marilyn: Niebywała opowieść (Marilyn: The Untold Story, 1980).
Po raz pierwszy na kinowym ekranie pojawiła się w komedii Lepiej późno niż wcale (Better Late Than Never, 1982). Potem znalazła się w obsadzie komediodramatu Garbo mówi (Garbo Talks, 1984), melodramatu wojennego Ostrze brzytwy (The Razor’s Edge, 1984), komedii Francisa Forda Coppoli Peggy Sue wyszła za mąż (Peggy Sue Got Married, 1986) jako najlepsza przyjaciółka tytułowej bohaterki. Za kinową postać Karen Barclay, matki sześcioletniego Andy’ego w filmie Laleczka Chucky (Child’s Play, 1988) odebrała nagrodę Saturna. Następnie wystąpiła w dreszczowcu Wychodząc z mroku (Liebestraum, 1991) i dramacie kryminalnym Dillinger i Capone (Dillinger and Capone, 1995). Na mały ekran powróciła w dramacie telewizji ABC/Hallmark Sekwojowa kurtyna (Redwood Curtain, 1995). Zwróciła na siebie uwagę telewidzów rolą czułej i wyrozumiałej Annie Jackson-Camden w serialu CBS Siódme niebo (7th Heaven, 1996–2007).

## Życie prywatne
W 1990 roku wyszła za mąż za Kevina Yaghera, eksperta od efektów specjalnych. Mają córkę Catie (ur. w styczniu 1992).

## Filmografia

### Filmy fabularne
- 1986: Peggy Sue wyszła za mąż (Peggy Sue Got Married) jako Carol Heath
- 1986: Star Trek IV: Powrót na Ziemię jako dr Gillian Taylor
- 1987: Stało się w lagunie (Laguna Heat, TV) jako Jane Algernon
- 1988: Laleczka Chucky jako Karen Barclay
- 1990: Powrót laleczki Chucky jako Karen Barclay
- 1991: Laleczka Chucky 3 jako Karen Barclay
- 1997: Turbulencja jako Maggie
- 2011: Klinika zbrodni (Borderline Murder, TV) jako Jean
- 2013: Klątwa laleczki Chucky jako Karen Barclay

### Seriale TV
- 1976–1978: Ryan’s Hope jako dr Faith Coleridge
- 1994: Diagnoza morderstwo jako Lauren Ridgeway
- 1995: Prawo Burke’a jako Pamela Crawford
- 1996–2007: Siódme niebo jako Annie Camden